# Romesh Chunder Dutt
Romesh Chunder Dutt (en bengalí: রমেশচন্দ্র দত্ত) fue un funcionario indio, historiador económico, escritor y traductor de Ramayana y Mahabharata.

## Primeros años y educación
Nació en una distinguida familia bengalí kayastha conocida por los logros académicos y literarios de sus miembros. Su padre, Isam Chunder Dutt, fue un recaudador delegado en Bengala y Romesh a menudo le acompañaba en sus deberes oficiales. Estudió en varias escuelas del distrito bengalí hasta que comenzó en la Escuela Hare en Calcuta. Después de la prematura muerte de padre en un accidente de barca en Bengala oriental, su tío, Shoshee Chunder Dutt, un escritor consumado, se hizo cargo de él en 1861. Comentando sobre su tío, Dutt escribió, "Él solía sentarse durante la noche con nosotros y nuestro estudio favorito solía ser las obras de los poetas ingleses." Él era un pariente de Toru Dutt, uno de los poetas bengalí más prominentes del siglo XIX.
Comenzó en la Universidad de Calcuta,  Presidency College en 1864. Pasó el examen de Artes Primitivas en 1866 consiguiendo la segunda posición por orden de mérito y ganó una beca.  Mientras aún era un estudiante universitario, sin el permiso de su familia, él y dos de sus amigos, Behari Lal Gupta y Surendranath Banerjee, se fueron a Inglaterra en 1868.
En ese momento, solo otro indio, Satyendra Nath Tagore, había cualificado para el Servicio Civil indio. Dutt tuvo como objetivo emular esa hazaña. Durante mucho tiempo, antes y después de 1853 el año en el que el examen para entrar en el Servicio Civil indio se estableció en Inglaterra, solo los agentes británicos eran designados en puestos pactados.
En University College London, Dutt continuó estudiando a los escritores británicos. En 1869, después de presentar el examen abierto de ese año, consiguió el tercer puesto para entrar en el Servicio Civil indio.
Fue admitido por la Sociedad Honorable del Templo Medio el 6 de junio de 1871.

## Carrera

### Servicio civil

#### Pre-jubilación
En 1871, ingresó al Servicio Civil indio como un magistrado ayudante de Alipur. Dutt gestionó exitosamente, en 1874, una hambruna en Meherpur, distrito de Nadia; y otra, en 1876, en Dakhin Shahbazpur (distrito de Bhola), seguido por un ciclón devastador el cual requirió un socorro de emergencia y operaciones de recuperación económica. Fue administrador en Backerganj, Mymensingh, Burdwan, Donapur y Midnapore. En 1893, se convirtió en el agente del distrito de Burdwan; en 1894, en el comisionado de la división de Burdwan; y en 1895, en el comisionado de la división para Orissa. Dutt fue el primer indio en lograr ocupar el rango de comisionado de una división.

#### Post-jubilación
En 1897, se retiró del Servicio Civil indio.  En 1898,  regresó a Inglaterra como profesor de Historia de la India en University College London donde completó su famosa tesis en nacionalismo económico. Regresó a India como un dewan del Estado de Baroda, una posición que se le fue ofrecida antes de que se fuera a Gran Bretaña.  Dutt fue extremadamente popular en Baroda donde el Maharaja Sayajirao Gaekwad III, sus miembros familiares y todos los otros miembros del personal solían llamarle el Babu Dewan como signo de respeto personal. En 1907, también se convirtió en un miembro de la Comisión Real en la Descentralización de la India.

### Política
Fue el presidente del Congreso Nacional indio en 1899. También fue un miembro del Consejo Legislativo Bengalí. [La cita necesitada]

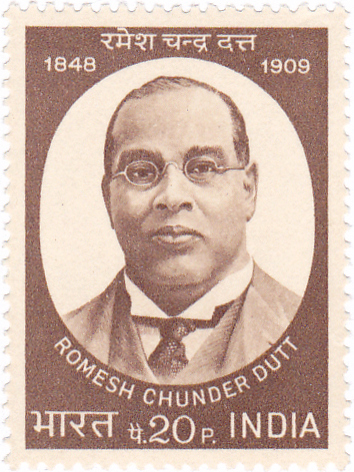
Dutt En un 1973 sello de India

#### Literatura
En 1894, Dutt ocupó el puesto del primer presidente de Bangiya Sahitya Parishad (en bengalí: বঙ্গীয় সাহিত্য পরিষদ), mientras que  Rabindranath Tagore y Navinchandra Sen fueron los vicepresidentes de la sociedad.
Su trabajo La Literatura de Bengal presentó "una historia conectada del progreso literario e intelectual en Bengal" más de ocho siglos, comenzando con la poesía en sánscrito primitivo de Jayadeva.  Rastreó las reformas religiosas del siglo XVI en Chaitanya, la escuela de lógica formallde Raghunatha Siromani y la brillantez de  Ishwar Chandra Vidyasagar, hasta llegar al progreso intelectual del siglo XIX.   
Este trabajo fue presentado en Calcuta por Thacker, Spink & Co. y en Londres por Archibald Constable en 1895,  pero ya se había formado mucho antes en la mente de Dutt mientras dirija el socorro de hambruna y operaciones de recuperación económica en Dakhin Shahbazpur. Este trabajo apareció originalmente en 1877 con el nombre de un escritor ficticio y fue dedicado a su apreciado tío Rai Shashi Chandra Dutt Bahadur.

#### Historia
Dutt fue un historiador económico importante de la India del siglo XIX. Su tesis sobre la desindustrialización de la India aún sigue siendo un argumento contundente en la historiografía india. Para citarle:
India en el siglo XVIII era un país no solo con una inmensa producción sino también con una inmensa agricultura, los productos del telar indio suministraron los mercados de Asia y de Europa. Es, desafortunadamente, cierto que la Compañía Británica de las Indias Orientales y el Parlamento británico...  desalentaban las industrias indias en los primeros años del dominio británico para animar las industrias emergentes de Inglaterra... Millones de artesanos indios perdieron sus ingresos; la población de India perdió una grande fuente de su riqueza.
Él también dirigió su atención a la profunda diferenciación interna de la sociedad india que se mostraba en la articulación repentina de las economías locales con respecto al mercado mundial, acelerado la polarización entre lo urbano y lo rural, la división entre el trabajo intelectual y manual; y el daño de recurrente de hambrunas devastadoras.

## Premios
- Orden del Imperio de la India, (1892)[4]

## Muerte
Mientras aún estaba en el cargo público, muera en Baroda a la edad de 61 el 30 de noviembre de 1909.

## Trabajos
- Romesh Chunder Dutt (1896). Three Years in Europe, 1868 to 1871. S. K. Lahiri. «Dutt +Three Years in Europe.»
- Romesh Chunder Dutt (1874). The Peasantry of Bengal. Thacker, Spink & Co. «the peasantry of bengal.»; ed. Narahari Kaviraj, Calcutta, Manisha (1980)
- Romesh Chunder Dutt (1895). The Literature of Bengal. T. Spink & co. «the literature of bengal.»; 3rd ed., Cultural Heritage of Bengal  Calcutta, Punthi Pustak (1962).
- Mādhabī kaṅkaṇa in Bengali (1879)
- Rajput jivan sandhya (1879); Pratap Singh: The Last of the Rajputs, A Tale of Rajput Courage and Chivalry,  tr. Ajoy Chandra Dutt. Calcutta: Elm Press (1943); Allahabad, Kitabistan, (1963)
- Rig Veda translation into Bengali (1885):  R̥gveda saṃhitā / Rameśacandra Dattera anubāda abalambane; bhūmikā, Hiraṇmaẏa Bandyopādhyāẏa, Kalakātā, Harapha (1976).
- Hinduśāstra : naẏa khaṇḍa ekatre eka khaṇḍe / Rameśacandra Datta sampādita, Kalikātā, Satyayantre Mudrita, 1300; Niu Lāiṭa, 1401 [1994].
- A History of Civilization in Ancient India, Based on Sanscrit Literature. 3 vols. Thacker, Spink and Co.; Trübner and Co., Calcutta-London (1890) Reprinted, Elibron Classics (2001).
- A Brief History of Bengal, S.K. Lahiri (1893).
- Lays of Ancient India: Selections from Indian Poetry Rendered into English Verse. London: Kegan Paul, Trench, Trübner (1894); Rupa (2002). ISBN 81-7167-888-2
- Reminiscences of a Workman's Life: verses Calcutta, Elen Press, for private circulation only (1896); Calcutta: n.p. (1956).
- England and India: a record of progress during a hundred years, 1785–1885 (1897); New Delhi, India : Mudgal Publications, 1985.
- Mahabharata: the epic of India rendered into English verse, London: J. M. Dent and Co., 1898.  Maha-bharata, The Epic of Ancient India Condensed into English Verse Project Gutenberg, on line.
- The Ramayana: the epic of Rama rendered into English verse, London: J.M. Dent and Co., 1899.
- The Ramayana and the Mahabharata: the great epics of ancient India condensed into English verse, London: J.M. Dent and Co., 1900. Everyman's Library reprint (London: J.M. Dent and Sons; New York: E.P. Dutton, 1910). xii, 335p. Internet Sacred Texts Archive.
- Shivaji; or the morning of Maratha life, tr. by Krishnalal Mohanlal Jhaveri. Ahmedabad, M. N. Banavatty (1899).  Also: tr. by Ajoy C. Dutt. Allahabad, Kitabistan (1944).
- The Civilization of India (1900)
- Open Letters to Lord Curzon on Famines and Land Assessments in India, London, Trübner (1900); 2005 ed.  Adamant Media Corporation, Elibron Classics Series ISBN 1-4021-5115-2.
- Indian Famines, Their Causes and Prevention   Westminster, P. S. King (1901)
- The lake of palms. A story of Indian domestic life, translated by the author. London, T.F. Unwin (1902); abridged by P.V. Kulkarni, Bombay, n.p. (1931).
- The Economic History of India Under Early British Rule.  From the Rise of the British Power in 1757 to the Accession of Queen Victoria in 1837. Vol. I. London, Kegan Paul, Trench Trübner (1902) 2001 edition by Routledge Archivado el 3 de marzo de 2016 en Wayback Machine., ISBN 0-415-24493-5. On line, McMaster ISBN 81-85418-01-2
- The Economic History of India in the Victorian Age.  From the Accession of Queen Victoria in 1837 to the Commencement of the Twentieth Century, Vol. II. London, Kegan Paul, Trench Trübner (1904) On line. McMaster Archivado el 3 de marzo de 2016 en Wayback Machine. ISBN 81-85418-01-2
- Indian poetry. Selected and Rendered into English by R.C. Dutt London: J. M. Dent (1905).
- History of India, Volume 1 (1907)
- The Slave Girl of Agra: An Indian Historical Romance, Based on Madhavikankan.  London: T.F. Unwin (1909); Calcutta, Dasgupta (1922).
- Vanga Vijeta; in translation, Todar Mull: The Conqueror of Bengal, trans. by Ajoy Dutt. Allahabad: Kitabitan, 1947.
- Sachitra Guljarnagar, tr. by Satyabrata Dutta, Calcutta, Firma KLM (1990)